# Saint-Antoine-de-Ficalba
Saint-Antoine-de-Ficalba – miejscowość i gmina we Francji, w regionie Nowa Akwitania, w departamencie Lot i Garonna.
Według danych na rok 1990 gminę zamieszkiwały 534 osoby, a gęstość zaludnienia wynosiła 49 osób/km² (wśród 2290 gmin Akwitanii Saint-Antoine-de-Ficalba plasuje się na 688. miejscu pod względem liczby ludności, natomiast pod względem powierzchni na miejscu 1005.).